# فيتور فافيراني
فيتور فافيراني (بالبرتغالية: Vítor Faverani‏) مواليد 5 مايو 1988 في بورتو أليغري، ريو غراندي دو سول، البرازيل، هو لاعب كرة سلة محترف برازيلي بدأ مسيرته الاحترافية في سنة 2005 يلعب مع فريق سي بي مورسيا في الدوري الإسباني لكرة السلة كلاعب وسط ويحمل الرقم 13. يبلغ طوله 6 قدم 11 بوصة (2.1 م).

## فرق لعب لها
- بالونكيستو مالقا
- سي بي مورسيا
- فالنسيا باسكت
- بوسطن سيلتكس

## إحصائيات المسيرة

### الموسم الاعتيادي
| السنة   | الفريق       | لعب | بدأ | دقيقة | ميداني% | ثلاثية | حرة  | ارتداد | صنع | استلاب | تصدي | نقطة |
| ------- | ------------ | --- | --- | ----- | ------- | ------ | ---- | ------ | --- | ------ | ---- | ---- |
| 2013–14 | بوسطن سيلتكس | 37  | 8   | 13.2  | .435    | .300   | .649 | 3.5    | .4  | .4     | .7   | 4.4  |
| المسيرة |              | 37  | 8   | 13.2  | .435    | .300   | .649 | 3.5    | .4  | .4     | .7   | 4.4  |

## روابط خارجية
- فيتور فافيراني على موقع الاتحاد الدولي لكرة السلة (الإنجليزية)
- فيتور فافيراني على موقع الدوري الأوروبي لكرة السلة (الإنجليزية)
- فيتور فافيراني على موقع سبورتس رفرنس (الإنجليزية)
- فيتور فافيراني على موقع الدوري الإسباني لكرة السلة (الإسبانية)
- فيتور فافيراني على موقع كرة السلة الأوروبية.كوم (الإنجليزية)
- فيتور فافيراني على موقع ريلجم (الإنجليزية)
- فيتور فافيراني على موقع بروبوليرز (الإنجليزية)
- فيتور فافيراني على موقع سبورتس رفرنس (الإنجليزية)
- فيتور فافيراني على موقع سبورتس رفرنس (الإنجليزية)